# Stentjärnen (Stensele socken, Lappland, 724161-155483)
Stentjärnen är en sjö i Storumans kommun i Lappland och ingår i Umeälvens huvudavrinningsområde.